# Juarina
Juarina är en kommun i Brasilien.   Den ligger i delstaten Tocantins, i den centrala delen av landet, 900 km norr om huvudstaden Brasília. Antalet invånare är 2 231.
Omgivningarna runt Juarina är huvudsakligen savann. Runt Juarina är det mycket glesbefolkat, med 5 invånare per kvadratkilometer.